# Льодяник

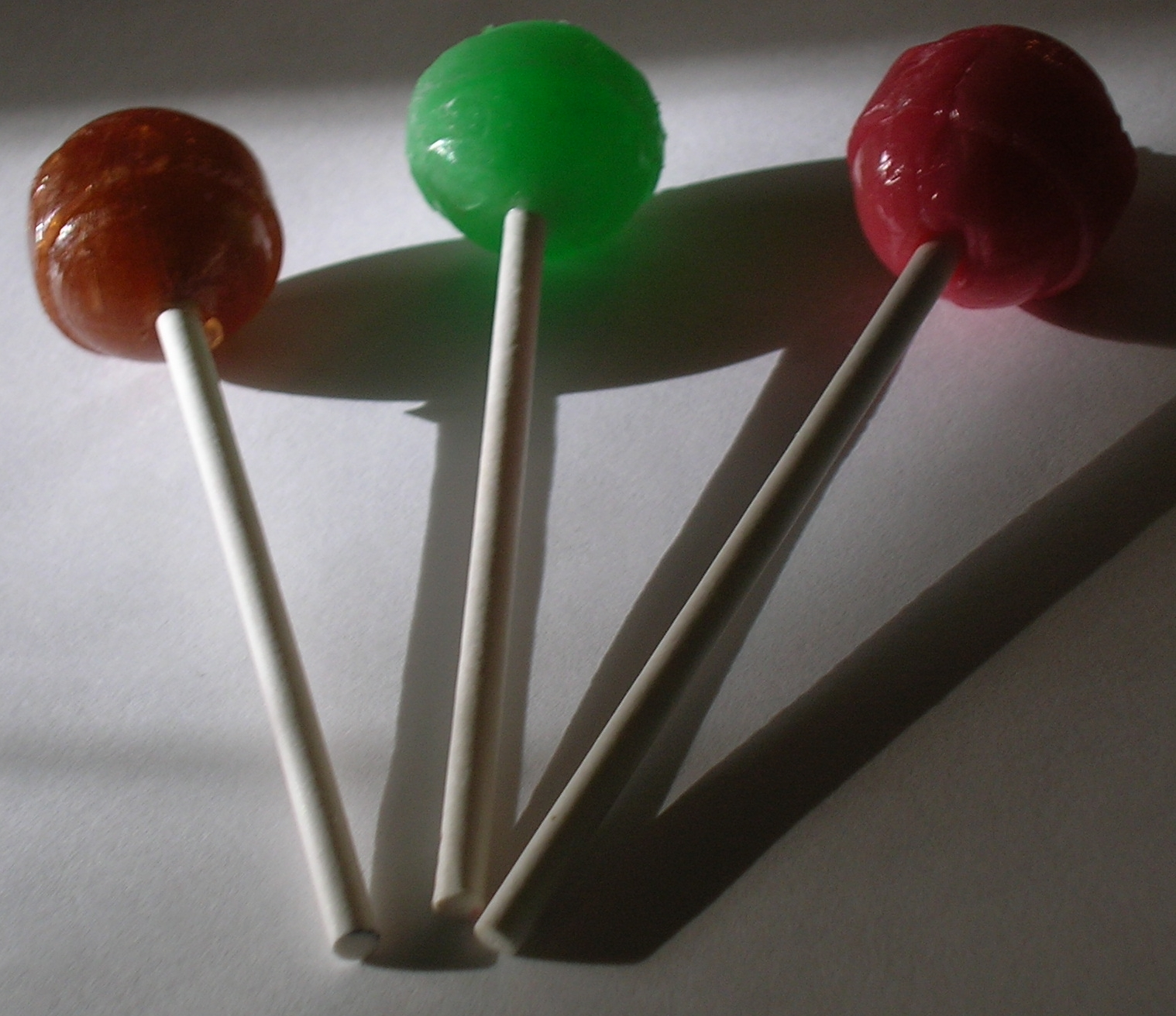

Льодяни́к — тягуча, або тверда маса, приготовлена зі звареного до твердості, часто ароматизованого, цукру з патокою або кукурудзяним сиропом, закріплена на паличку й призначена для лизання й смоктання.

## Види
Льодяники бувають різних смаків, кольорів, форм і розмірів. Як правило, у них фруктовий смак. В Європі, особливо в північних країнах, таких, як Німеччина й Нідерланди, існують також льодяники зі смаком солоної лакриці. В Україні льодяники на паличці приготовлялись, як правило, без ароматизованих добавок.
Деякі льодяники містять начинку, наприклад, жувальну гумку або рідку карамель. Бувають і екзотичніші начинки, такі, як личинки жуків.
У багатьох випадках до розсмоктування льодяників удаються з метою освіження подиху.
Деякі льодяники використовуються для худнення, хоча особливих досліджень про те, як вони допомагають, не проводилося, і схуднення у таких випадках може пояснюватися ефектом плацебо.

## Історія

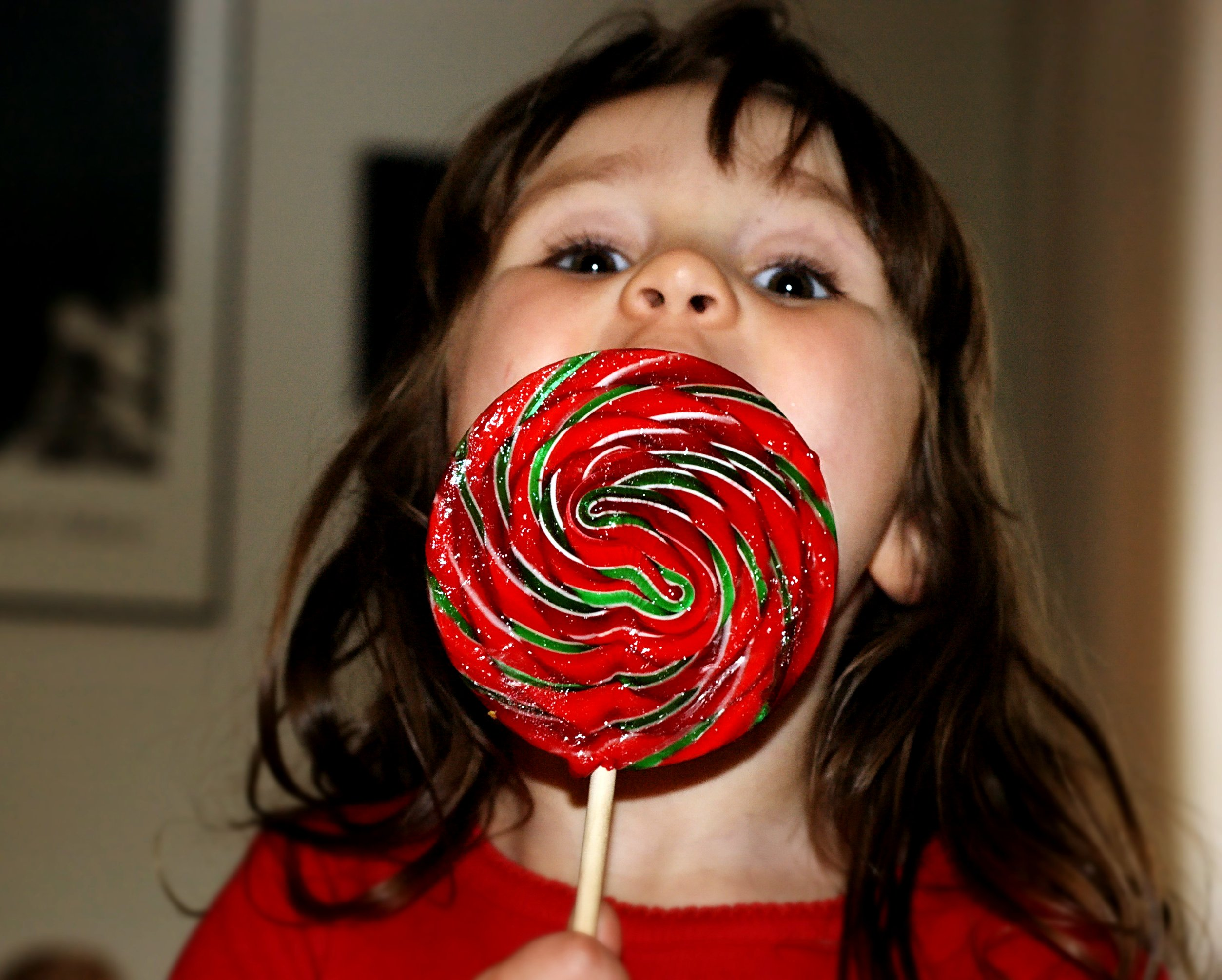

Сама ідея цукерки на паличці настільки проста, що це відкриття, швидше за все, робилося багато разів. В англійській мові слово «lolly-pop» датується 1784 роком, але вживається частіше стосовно м'яких, а не твердих цукерок. Приблизно, слово утворилось від «lolly» (язик) і «pop» (стукіт). Перше згадування слова lolly-pop у сучасному контексті датується 1920-ми роками
Кондитери Франції робили льодяники ще в середньовіччя, щоб знаті було зручно ласувати вареним цукром.
Особливе поширення льодяники на паличці у формі «півника» й «білочки» отримали наприкінці 70-х років XX сторіччя в СРСР.